# Consolea corallicola
A Consolea corallicola a kaktuszfélék egyik faja, melynek köznapi neve a floridai szemafor kaktusz. Az Egyesült Államokban Florida államban őshonos, Florida Keys környékén.

## Jellemzése
Ez a kaktusz a fák közé tartozó faj, melynek magassága meghaladhatja a 2 métert is. Szárdarabjai harminc centiméteres hosszúságúak és ismétlésszerűen fel vannak vértezve rózsaszínű tüskékkel, melyek 12 centiméter hosszúak. A leghosszabb tüskék a törzsön fejlődnek ki. Virágai, melyeknek „illata” a rothadó húshoz hasonlít, húsos, külső lepellevelekkel és vöröses színű, belső lepellevelekkel ellátottak, amelyek elérhetik a 2,5 centiméteres hosszúságot. A kaktusznövény évente hoz virágokat. A virágzás csúcsidőszaka a december és április közti periódus. Húsos gyümölcse sárga színű és 6 centiméteres hosszúságú. Ezen kaktuszféle telepekben él, mely telepeket idősebb "törzses", illetve fiatalabb egyedek alkotják. E kaktuszfaj köznapi nevét a vasúti átkelőhelyeken elhelyezett szemaforokhoz való hasonlóságáról kapta.

## Veszélyeztetettsége
A Consolea corallicola rendkívül veszélyeztetett növényfaj, amely a kipusztulás szélén áll". A The Nature Conservancy G1-es kategóriába sorolta be. Egyes feltételezések szerint ez az Egyesült Államok legveszélyeztetettebb növényfaja. A Keys környéki populációját, beleértve a Big Pine Key szigetieket is, gyökeresen kiirtották, jóllehet 1919-ben pontosan itt fedezték fel először ezt a növényt.
Manapság két populációja él Little Torch Key és Swan Key környékén. North Key Largo környékén több példányát is elültették. Mivel e kaktuszfaj telepekben él, számos egyede genetikailag azonosnak tekinthető, éppen ezért vannak olyan telepei, amelyekben mindössze öt különálló egyedtől származnak a kaktuszok.
Az egyik csoportja csupán hímnemű egyedeket tartalmaz, amelyek szexuális úton képtelenek szaporodni. Manapság mindössze 20 genetikailag nem azonos egyede él.

## Élőhelye
E kaktuszfaj élőhelye a csupasz sziklás talaj, amelyen vékony humuszréteg található és közel van a tenger szintjéhez. E fajhoz tartozó további alfajok a Sporobolus virginicus, Conocarpus erectus, Maytenus phyllanthoides, Manilkara bahamensis, Hippomane mancinella és az Opuntia stricta var. dillenii.

## Veszélyeztető tényezők
E faj egyik legnagyobb természetes ellensége az éjjeli lepkék közé tartozó Cactoblastis cactorum lepkefaj, amely egy invazív faj E lepke hernyói felfalják a növény lágy részeit, amely rendszerint a kaktusz pusztulásához vezet. A másik veszélyeztető tényező e faj számára a tengerszint emelkedése és a fokozódó hurrikántevékenység. Egy másik probléma, hogy van olyan telepe a Consolea corallicola kaktuszoknak, amely kizárólag hímnemű egyedekből áll, tehát vegetatív módon képtelen szaporodni. Egyes helyeken egyedei különböző gyökérbetegségektől szenvednek. A Consolea corallicola kaktuszfajt az illegális növénykereskedelem is fokozottan veszélyezteti.

## Fordítás
Ez a szócikk részben vagy egészben  a   Consolea corallicola című angol Wikipédia-szócikk ezen változatának fordításán alapul.  Az eredeti cikk szerkesztőit annak laptörténete sorolja fel. Ez a jelzés csupán a megfogalmazás eredetét és a szerzői jogokat jelzi, nem szolgál a cikkben szereplő információk forrásmegjelöléseként.